# Leucemia acuta bifenotipica
La leucemia bifenotipica acuta è una forma molto rara di leucemia, di cui costituisce il 5% delle diagnosi.
La malattia è un sottotipo di leucemia a fenotipo misto, in cui cellule multipotenti danno origine a filiere neoplastiche mieloidi e linfoidi. 
Le caratteristiche cliniche sono le stesse di tutte le leucemie, quali leucocitosi, astenia, febbre, infezioni.

## Epidemiologia
È una malattia rara, colpisce 1 su 500 000 ma l'incidenza potrebbe essere più alta perché viene a volte trattata per leucemia mieloide acuta o leucemia linfoblastica acuta.

## Trattamento
La terapia si basa sulla chemioterapia intensiva, se la leucemia risulta essere ph+ si ricorre agli schemi per il trattamento della leucemia linfoblastica acuta pre-b, mentre per le forme giovanili o per le altre forme viene utilizzato uno schema tipico per il trattamento della leucemia mieloide acuta. Il trapianto di midollo osseo viene praticato come terapia di consolidamento nel caso di remissione, o praticata come terapia di salvataggio.

## Prognosi
La prognosi è scarsa (ma migliore rispetto ad alcune forme di leucemia linfoblastica acuta), e si aggira intorno al 31,5% ai 5 anni.
Tende a essere migliore nelle forme giovanili dove sfiora il 55-60% con punte del 65% quando non c'è la mutazione Philadelphia, la prognosi peggiora con l'età riducendosi fino al 10-5% superati i 65 anni.